# Dudley Wood
Dudley George Wood (* 9. Juli 1946 in London) ist ein ehemaliger britischer Autorennfahrer.

## Karriere
Dudley Wood war zwischen 1979 und 1990 regelmäßig bei internationalen Sportwagenrennen am Start. Seinen ersten internationalen Auftritt hatte er beim 6-Stunden-Rennen von Silverstone 1979, einem Wertungslauf der Sportwagen-Weltmeisterschaft dieses Jahres. Wood fuhr gemeinsam mit Barrie Williams einen Porsche Carrera RSR und beendete das Rennen als Gesamtneunter. Drei Monate später wurde er beim ebenfalls zur Weltmeisterschaft zählenden 6-Stunden-Rennen von Brands Hatch Zehnter.
1981 erzielte er sein bestes Weltmeisterschaftsergebnis, als er mit Partner John Cooper das 6-Stunden-Rennen von Mugello hinter dem Duo Giorgio Francia und Lella Lombardi als Gesamtzweiter beendete.
Wood war neunmal beim 24-Stunden-Rennen von Le Mans am Start und konnte sich mehrmals im Spitzenfeld klassieren. 1981 wurde er Vierter, 1986 Fünfter und 1987 Neunter. Der einzige Einsatz beim 12-Stunden-Rennen von Sebring endete 1986 mit einem Ausfall.

## Statistik

### Le-Mans-Ergebnisse
| Jahr | Team                   | Fahrzeug      | Teamkollege        | Teamkollege         | Platzierung            | Ausfallgrund         |
| ---- | ---------------------- | ------------- | ------------------ | ------------------- | ---------------------- | -------------------- |
| 1980 | Charles Ivey Racing    | Porsche 935K3 | Peter Lovett       | John Cooper         | Ausfall                | Zylinderkopfdichtung |
| 1981 | Claude Bourgoignie     | Porsche 935K3 | Claude Bourgoignie | John Cooper         | Rang 4 und Klassensieg |                      |
| 1983 | Grid Motor Racing Ltd. | Grid Plaza S1 | Fred Stiff         | Ray Ratcliff        | Ausfall                | Ölleck               |
| 1984 | Charles Ivey Racing    | Grid S2       | Barry Robinson     | John Cooper         | Ausfall                | Benzinpumpe          |
| 1986 | Obermaier Racing       | Porsche 956   | Jürgen Lässig      | Fulvio Ballabio     | Rang 5                 |                      |
| 1987 | Cosmik GP Motorsport   | Tiga GC287    | Costas Los         | Tom Hessert         | Rang 9                 |                      |
| 1988 | Primagaz Compétition   | Porsche 962C  | Jürgen Lässig      | Pierre Yver         | Rang 11                |                      |
| 1989 | Roy Baker Racing       | Spice SE87C   | Evan Clements      | Philippe de Henning | Rang 17                |                      |
| 1990 | GP Motorsport          | Spice SE86C   | Richard Jones      | Stephen Hynes       | Rang 27                |                      |

### Sebring-Ergebnisse
| Jahr | Team                 | Fahrzeug   | Teamkollege | Platzierung | Ausfallgrund |
| ---- | -------------------- | ---------- | ----------- | ----------- | ------------ |
| 1986 | Roy Baker Promotions | Tiga GC285 | Costas Los  | Ausfall     | Defekt       |

### Einzelergebnisse in der Sportwagen-Weltmeisterschaft
| Saison | Team                                  | Rennwagen                         | 1   | 2   | 3   | 4   | 5   | 6   | 7   | 8   | 9   | 10  | 11  | 12  | 13  | 14  | 15  | 16  | 17  |
| ------ | ------------------------------------- | --------------------------------- | --- | --- | --- | --- | --- | --- | --- | --- | --- | --- | --- | --- | --- | --- | --- | --- | --- |
| 1979   | Ivey Racing                           | Porsche Carrera RSR               | DAY | SEB | MUG | TAL | DIJ | RIV | SIL | NÜR | LEM | PER | DAY | WAT | SPA | BRH | ROA | VAL | ELS |
| 1979   | Ivey Racing                           | Porsche Carrera RSR               |     |     |     |     |     |     | 9   |     |     |     |     |     |     | 10  |     |     |     |
| 1980   | Ivey Racing                           | Porsche 935                       | DAY | BRH | SEB | MUG | MON | RIV | SIL | NÜR | LEM | DAY | WAT | SPA | MOS | ROA | VAL | DIJ |     |
| 1980   | Ivey Racing                           | Porsche 935                       |     | 5   |     |     |     |     | DNF |     | DNF |     |     |     |     |     |     | 4   |     |
| 1981   | Ivey Racing Claude Bourgoignie        | Porsche 935                       | DAY | SEB | MUG | MON | RIV | SIL | NÜR | LEM | PER | DAY | WAT | SPA | MOS | ROA | BRH |     |     |
| 1981   | Ivey Racing Claude Bourgoignie        | Porsche 935                       |     |     | 2   | 11  |     | DNF | 9   | 4   |     |     |     |     |     |     | 4   |     |     |
| 1982   | Ivey Racing                           | Porsche 935                       | MON | SIL | NÜR | LEM | SPA | MUG | FUJ | BRH |     |     |     |     |     |     |     |     |     |
| 1982   | Ivey Racing                           | Porsche 935                       |     |     |     |     | 16  |     |     |     |     |     |     |     |     |     |     |     |     |
| 1983   | Grid Racing                           | Grid Plaza S1                     | MON | SIL | NÜR | LEM | SPA | FUJ | KYA |     |     |     |     |     |     |     |     |     |     |
| 1983   | Grid Racing                           | Grid Plaza S1                     | DNF |     |     |     |     |     |     |     |     |     |     |     |     |     |     |     |     |
| 1984   | Ivey Racing                           | Grid S2                           | MON | SIL | LEM | NÜR | BRH | MOS | SPA | IMO | FUJ | KYA | SAN |     |     |     |     |     |     |
| 1984   | Ivey Racing                           | Grid S2                           |     | 16  | DNF |     | 11  | DNF |     |     |     |     |     |     |     |     |     |     |     |
| 1985   | Baker Promotions Fitzpatrick Racing   | Tiga GC284 Porsche 956 Tiga GC285 | MUG | MON | SIL | LEM | HOK | MOS | SPA | BRH | FUJ | SEL |     |     |     |     |     |     |     |
| 1985   | Baker Promotions Fitzpatrick Racing   | Tiga GC284 Porsche 956 Tiga GC285 | 13  | 11  | DNF |     |     |     |     | DNF |     |     |     |     |     |     |     |     |     |
| 1986   | Baker Promotions Obermaier Racing     | Tiga GC285 Porsche 956            | MON | SIL | LEM | NÜN | BRH | JER | NÜR | SPA | FUJ |     |     |     |     |     |     |     |     |
| 1986   | Baker Promotions Obermaier Racing     | Tiga GC285 Porsche 956            | DNF | 12  | 5   |     | 8   | 4   |     | DNF |     |     |     |     |     |     |     |     |     |
| 1987   | Ivey Racing Cosmik Racing             | Tiga GC287                        | JAR | JER | MON | SIL | LEM | NÜN | BRH | NÜR | SPA | FUJ |     |     |     |     |     |     |     |
| 1987   | Ivey Racing Cosmik Racing             | Tiga GC287                        | DNF |     | DNF | DNF | 9   | DNF | DNF | 9   | DNF |     |     |     |     |     |     |     |     |
| 1988   | ADA Engineering Team Salamin Primagaz | ADA 03 Porsche 962                | JER | JAR | MON | SIL | LEM | BRÜ | BRH | NÜR | SPA | FUJ | SAN |     |     |     |     |     |     |
| 1988   | ADA Engineering Team Salamin Primagaz | ADA 03 Porsche 962                | DNF | 14  | 9   |     | 11  |     |     |     |     |     |     |     |     |     |     |     |     |
| 1989   | Baker Racing                          | Spice SE87C                       | SUZ | DIJ | JAR | BRH | NÜR | DON | SPA | MEX |     |     |     |     |     |     |     |     |     |
| 1989   | Baker Racing                          | Spice SE87C                       |     | DNF |     | 17  | DNF | DNF | 18  |     |     |     |     |     |     |     |     |     |     |
| 1990   | GP Motorsport                         | Spice SE87C                       | SUZ | MON | SIL | SPA | DIJ | NÜR | DON | MOT | MEX |     |     |     |     |     |     |     |     |
| 1990   | GP Motorsport                         | Spice SE87C                       | DNF |     |     |     |     |     |     |     |     |     |     |     |     |     |     |     |     |